# Васкес, Хоакин
Хоакин Васкес (исп. Joaquín Vázquez Fernández; 26 августа 1897, Бадахос, Эстремадура — 21 октября 1965) — испанский футболист, игравший на позиции нападающего.
Выступал, в частности, за клубы «Реал Унион» (Ирун) и «Депортиво» (Ла-Корунья), а также национальную сборную Испании. Серебряный призер Олимпийских игр, двукратный обладатель Кубка Испании.

## Клубная карьера
Начал футбольную карьеру в клубах из города Ирун «Депортиво» и «Рассинг». В 1915 году перешёл в состав сильнейшего клуба города — «Реал Униона». В 1918 году впервые выиграл с командой кубок Испании. В финале против клуба «Мадрид» (ныне «Реал»),  Васкес не играл, однако участвовал в четвертьфинальном поединке против «Спортинга» (Хихон) (4:1).
Следующие два сезона провёл в составе команд «Расинг» (Ферроль) и «Депортиво» (Ла-Корунья), после чего вернулся в «Реал Унион», за который выступал с 1921 по 1925 год. В 1924 году вторично стал обладателем национального кубка. В финале клуб из города Ирун победил «Реал» Мадрид со счетом 1:0.
В дальнейшем играл за команды «Депортиво» (Ла-Корунья) и «Культураль Леонеса», завершив карьеру в 1930 году.
Умер 21 октября 1965 года на 68-м году жизни.

## Выступления за сборную
В 1920 году попал в заявку национальной сборной Испании, которая отправлялась на Олимпийские игры в Антверпен. Свой единственный матч в составе сборной сыграл в четвертьфинале против сборной Бельгии, завершившийся поражением испанцев со счётом 1:3. Из-за дисквалификации одного из финалистов турнира сборной Чехословакии Испания завоевала серебряные медали Олимпиады в дополнительном турнире.

### Трофеи и достижения
- Обладатель Кубка Испании по футболу (2):

«Реал Унион» (Ирун): 1918, 1924
- Серебряный призёр Олимпийских игр (1):

Испания: 1920